# Santa Bárbara, Bolivia
Santa Bárbara är en ort i Bolivia.   Den ligger i departementet Potosí, i den södra delen av landet, 220 km söder om huvudstaden Sucre. Santa Bárbara ligger 4 732 meter över havet och antalet invånare är 2 434.
Terrängen runt Santa Bárbara är huvudsakligen kuperad, men österut är den bergig. Santa Bárbara ligger uppe på en höjd. Runt Santa Bárbara är det mycket glesbefolkat, med 3 invånare per kvadratkilometer.. Santa Bárbara är det största samhället i trakten.
Omgivningarna runt Santa Bárbara är i huvudsak ett öppet busklandskap.